# Trobilni kvintet SNG Opera in balet
Trobilni kvintet SNG Opera in balet je relativno mlada glasbena zasedba, ki deluje v sedanji sestavi od začetka leta 2005. Kvintetu je že v tem kratkem času uspelo doseči odmevnost v slovenskem glasbenem prostoru, na začetku že kar s koncertom v mali dvorani Slovenske filharmonije za katerega je prejel odlične kritike. Po tem koncertu je sledilo vabilo za nastop v okviru cikla Allegreto v Studiu 14 RTV Slovenija. Koncert je bil v živo prenašan na tretjem programu Radia Slovenija. Ravno tako pa je kvintet na koncertu v živo posnel zgoščenko, ki bo obogatena z novimi posnetki izdana v bližnji prihodnosti. Zasedba izvaja bogat repertoar izvirnih skladb in priredb od obdobja renesanse do sodobne glasbe. Decembra 2005 je imel kvintet priložnost za sodelovanje z enim svetovno najbolj priznanih solistov in profesorjev na evfoniju, gospodom Stevenom Meadom.

## Člani kvinteta (2005)
- Matjaž Jevšnikar – trobenta
- Jure Gradišnik – trobenta
- Gregor Dvorjak – rog
- Andrej Sraka – pozavna
- Andrej Kranjc – tuba